# Leandro de Oliveira da Luz
Leandro de Oliveira da Luz, mais conhecido como Leandro (Cândido Mota, 1 de março de 1983) é um ex-futebolista brasileiro que atuava como meio-campista.

## Carreira
Disputou 4 partidas pela Seleção Brasileira Olímpica nos Jogos Pan-americanos de Santo Domingo em 2003. Marcou um gol no dia 3 de agosto daquele ano, na goleada de 4 a 0 aplicada pelo Brasil sobre a Colômbia.

## Títulos
Santos
- Campeonato Brasileiro: 2002[4][5]

Paysandu
- Campeonato Paranse: 2005